# Ri Kwang-chon
Ri Kwang-chon ((리광천?, 李光川?); Namp'o, 4 settembre 1985) è un ex calciatore nordcoreano, di ruolo difensore.